# Río Ókunevka (Vagái)
El río Ókunevka o Mojovoye (del ruso: О́куневка, Моховое) es un río del óblast de Tiumén, en Rusia. Es un afluente por la izquierda del río Vagái, que lo es del río Irtish, y este a su vez del río Obi, a cuya cuenca hidrográfica pertenece.

## Geografía
Nace a 130 m sobre el nivel del mar, en Ókunevskaya, y se dirige hacia el sur-sureste en los 16 km de su curso, pasando por esta localidad, Ókunevskoye y desembocar, tras pasar por Novoderevenskaya y la autopista R402 a 103 m de altura en el Vagái, a 529 km de su desembocadura en el río Irtish en Vagái.